# Joachim Tarnowski
Joachim Tarnowski herbu Leliwa (ur. 1571, zm. 1652) – wojewoda wendeński w latach 1627–1641, starosta krzepicki, starosta wendeński w latach 1624–1640, starosta żyżmorski, później paulin w Częstochowie. 
Syn miecznika koronnego Stanisława Tarnowskiego oraz Zofii Ocieskiej. 
Brał udział w wyprawach do Mołdawii i brał udział w zdobyciu w 1602 roku zamku Biały Kamień (Paide) w Inflantach. Poseł województwa sandomierskiego na sejm 1607 roku. 
W 1633 roku został wyznaczony senatorem rezydentem.
Dzieci:
- Teodor Karol (†1647 w wyniku samobójstwa) - starosta kłobucki, krzepicki, żyżomorski
- Teodora Krystyna - wyszła za podkanclerzego Kazimierza Leona Sapiehę
- Matrona, pochowana w kościele bernardynek pw. św. Michała w Wilnie